# Чепни

Тамга племени чепни согласно М. Кашгари

Чепни (также: джебни; туркм. Çepni) - историческое туркменское племя из списка 24-х огузо-туркменских племен, ведущих происхождение от внуков древнего родоначальника туркмен Огуз-хана.

## Происхождение
Ученый-филолог Караханидского государства Махмуд аль-Кашгари упоминанет о племени чепни в своем энциклопедическом словаре тюркского языка Диван лугат ат-Турк в составе 22-х родов огузов-туркмен в форме «джебни»:
«Огуз — одно из тюркских племен (кабиле), они же туркмены…Они состоят из 22 родов (батн). Двадцать первый — Джебни.».
Историк Государства Хулагуидов Рашид ад-Дин сообщает о племени чепни в составе 24 огузо-туркменских племен в своем произведении Огуз-наме:
«Трех младших по возрасту братьев Огуз назначил в левое крыло (войск) и дал им имя учок…Сыновья Гек-хана…Чепни, т. е. везде, где есть враг, немедленно вступающий в сраженье .».
В своей исторической работе Родословная туркмен Хивинский хан и историк XVII в. Абу-л-Гази также сообщает о том, что племя чепни было одним из 24-х древних туркменских племен — прямых потомков Огуз-хана:
«Об именах сыновей и внуков Огуз-хана…Имя старшего сына Кок-хана -  Байындыр, второй [сын] - Бечене, третий - Чавулдур, четвертый - Чепни…Значение Чепни - богатырь…».

## История
Племя чепни входило в состав туркменского племенного объединения Ак-гоюнлы (Ак-Коюнлу). 

## Этнонимия
Этноним чепни является одним из родов в составе туркменской этнографической группы гёклен. Также данный этноним в форме чепбе сохранился в составе туркмен этнографических групп алили, ата, хатап и хыдырили (Самаркандский район Узбекистана).